# London Anniversary Games

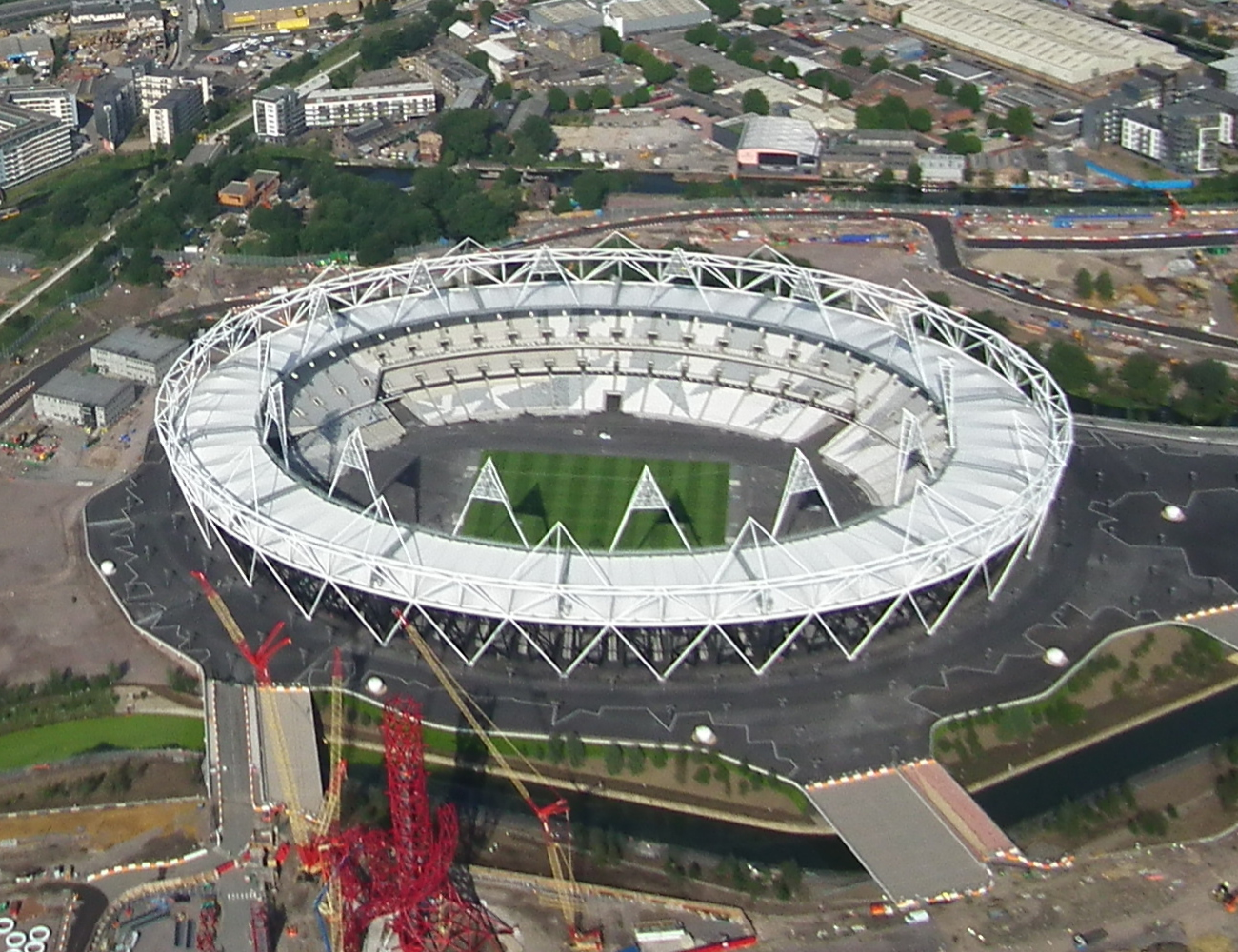
L'Olympic Stadium, attuale sede del meeting

I London Anniversary Games (noto in precedenza come London Grand Prix) sono un meeting internazionale di atletica leggera, inserito nel circuito della Diamond League, che si tiene annualmente all'Olympic Stadium di Londra, nel Regno Unito.
Fino al 2012 il meeting si teneva presso il Crystal Palace National Sports Centre, sempre nella città di Londra. Dal 1967 ad oggi non si è disputato una sola volta, nel 1970.

## Circuito World Athletics
Il meeting londinese è stato nel programma della IAAF Super Grand Prix dal 2003 al 2009, mentre nel 2010 è tra i 14 meeting del calendario della Diamond League.

## Storia
L'Emsley Carr Mile rimane un evento di livello all'annuale meeting di atletica leggera londinese, ed ha una storia lunghissima, addirittura risale al 1953 sempre al White City Stadium. Il signor Emsley Carr, un fan di atletica leggera ed autore del The News of the World, creò una gara della lunghezza di un miglio che ricorresse ogni anno nella speranza che la prima prestazione sotto i 4 minuti in questa specialità fosse stabilita per la prima volta proprio sul suolo britannico. Gordon Pirie vinse la prima gara, ma Roger Bannister aveva corso sotto i 4 minuti a Oxford dal momento che una seconda gara si svolgeva in concorrenza a questa. Tuttavia, la tradizione continuò, con il vincitore che deve segnare il suo nome su un libro rilegato in pelle rossa identico alla Bibbia usata per l'incoronazione della regina Elisabetta II. Derek Ibbotson raggiunse il primo crono inferiore ai 4 minuti correndo la gara nel 1956, e molti dei migliori corridori di questa specialità hanno vinto al Emsley Carr Mile da quel momento, inclusi Sebastian Coe, Steve Ovett, Hicham El Guerrouj.

## Edizione 2009

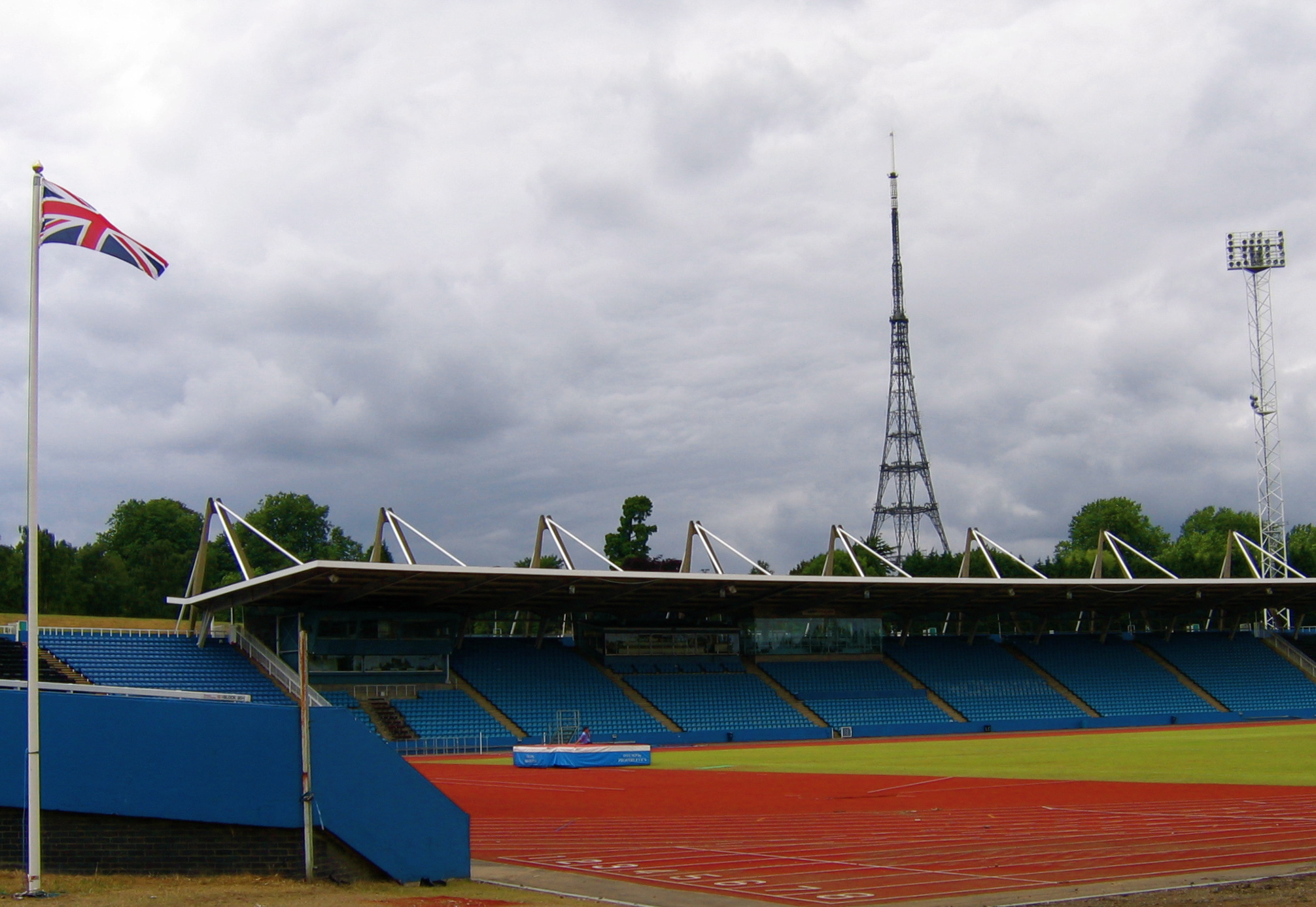
Il Crystal Palace National Sports Centre, ex teatro del meeting

Durante il primo giorno dell'edizione 2009 del meeting, un fortissimo vento ha fermato le ambizioni di record di un gran numero di atleti. Usain Bolt sconfisse Asafa Powell nella finale dei 100 metri piani, ma la favorita del salto con l'asta Yelena Isinbayeva perse per la prima volta in 18 gare, battuta da Anna Rogowska. Christian Cantwell vinse una combattuta gara di getto del peso contro il campione del mondo e campione olimpico Reese Hoffa e Tomasz Majewski. Diversi atleti britannici invece vinsero sul terreno di casa: Mo Farah si aggiudicò i 5000 metri piani, Nicola Sanders i 400 metri piani, e Jemma Simpson, Jennifer Meadows e Marilyn Okoro fecero una tripletta nella gara degli 800 metri piani. Anche Kate Dennison stabilì un ottavo record britannico nel salto con l'asta.
Due record dello stadio sono stati abbattuti durante il secondo giorno, da Tirunesh Dibaba nei 5000 metri piani, e Lashinda Demus nei 400 metri ostacoli (che è anche il miglior tempo mai registrato in questa gara su suolo britannico). Carmelita Jeter ha vinto i 100 metri piani con il primato personale e Bernard Lagat ha vinto lo storico titolo dell'Emsley Carr Mile. Il 400tista Michael Bingham è stato l'unico vincitore tra gli atleti di casa. L'evento è terminato con la staffetta 4x100 metri composta dalla squadra del Racers Track Club affiancata da Usain Bolt che ha stabilito la quarta miglior prestazione di sempre della specialità.

## Edizioni
Di seguito la tabella delle ultime edizioni del meeting.
| Anno | Edizione                                  | Circuito                                  | Dettagli                                  |                                           |
| ---- | ----------------------------------------- | ----------------------------------------- | ----------------------------------------- | ----------------------------------------- |
| 2007 | XL                                        | IAAF Super Grand Prix 2007                | London Grand Prix 2007                    |                                           |
| 2008 | XLI                                       | IAAF Super Grand Prix 2008                | London Grand Prix 2008                    |                                           |
| 2009 | XLII                                      | IAAF Super Grand Prix 2009                | London Grand Prix 2009                    |                                           |
| 2010 | XLIII                                     | IAAF Diamond League 2010                  | London Grand Prix 2010                    |                                           |
| 2011 | XLIV                                      | IAAF Diamond League 2011                  | London Grand Prix 2011                    |                                           |
| 2012 | XLV                                       | IAAF Diamond League 2012                  | London Grand Prix 2012                    |                                           |
| 2013 | XLVI                                      | IAAF Diamond League 2013                  | London Anniversary Games 2013             |                                           |
| 2014 | XLVII                                     | IAAF Diamond League 2014                  | Glasgow Grand Prix 2014                   |                                           |
| 2015 | XLVIII                                    | IAAF Diamond League 2015                  | London Anniversary Games 2015             |                                           |
| 2016 | XLIX                                      | IAAF Diamond League 2016                  | London Anniversary Games 2016             |                                           |
| 2017 | L                                         | IAAF Diamond League 2017                  | London Anniversary Games 2017             |                                           |
| 2018 | LI                                        | IAAF Diamond League 2018                  | London Anniversary Games 2018             |                                           |
| 2019 | LII                                       | IAAF Diamond League 2019                  | London Anniversary Games 2019             |                                           |
| 2020 | non disputato per la Pandemia di COVID-19 | non disputato per la Pandemia di COVID-19 | non disputato per la Pandemia di COVID-19 | non disputato per la Pandemia di COVID-19 |
| 2021 | LIII                                      | Diamond League 2021                       | London Anniversary Games 2021             |                                           |
| 2022 | LIV                                       | Diamond League 2022                       | London Anniversary Games 2022             |                                           |
| 2023 | LV                                        | Diamond League 2023                       | London Anniversary Games 2023             |                                           |
| 2024 | LVI                                       | Diamond League 2024                       | London Athletics Meet 2024                |                                           |

## Record del meeting

### Uomini
| Specialità             | Record                                                    | Atleta                           | Nazionalità         | Data                          | Note  |
| ---------------------- | --------------------------------------------------------- | -------------------------------- | ------------------- | ----------------------------- | ----- |
| 100 m                  | 9.78 (-0.4 m/s)                                           | Tyson Gay                        | Stati Uniti         | 13 agosto 2010                | [ 5 ] |
| 200 m                  | 19.47                                                     | Noah Lyles                       | Stati Uniti         | 23 luglio 2023                |       |
| 400 m                  | 43.98                                                     | Michael Johnson                  | Stati Uniti         | 10 luglio 1992                |       |
| 800 m                  | 1'42.05                                                   | Emmanuel Kipkurui Korir          | Kenya               | 22 luglio 2018                |       |
| 1000 m                 | 2'14.51                                                   | Abdi Bile                        | Somalia             | 14 luglio 1989                |       |
| 1500 m                 | 3'30.2+                                                   | Hicham El Guerrouj               | Marocco             | 5 agosto 2000                 |       |
| Miglio                 | 3'45.96                                                   | Hicham El Guerrouj               | Marocco             | 5 agosto 2000                 |       |
| 3000 m                 | 7'29.7                                                    | Haile Gebreselassie              | Etiopia             | 7 agosto 1999                 |       |
| 2 miglia               | 8'01.72                                                   | Haile Gebreselassie              | Etiopia             | 7 agosto 1999                 |       |
| 5000 m                 | 12'55.51                                                  | Haile Gebreselassie              | Etiopia             | 30 luglio 2004                |       |
| 10000 m                | 27'20.38                                                  | Aloys Nizigama                   | Burundi             | 7 luglio 1995                 |       |
| 110 m hs               | 12.93 (+0.6 m/s)                                          | Aries Merritt                    | Stati Uniti         | 13 luglio 2012                | [ 6 ] |
| 400 m hs               | 47.12                                                     | Karsten Warholm                  | Norvegia            | 20 luglio 2019                |       |
| 3000 m siepi           | 8'08.11                                                   | Patrick Sang                     | Kenya               | 7 luglio 1995                 |       |
| Salto in alto          | 2.41 m                                                    | Javier Sotomayor                 | Cuba                | 15 luglio 1994                |       |
| Salto con l'asta       | 5.97 m                                                    | Yevgeniy Lukyanenko              | Russia              | 26 luglio 2008                |       |
| Salto con l'asta       | 5.97 m                                                    | Steven Hooker                    | Australia           | 26 luglio 2008                |       |
| Salto in lungo         | 8.58 m                                                    | Luvo Manyonga                    | Sudafrica           | 22 luglio 2018                |       |
| Salto triplo           | 17.69 m                                                   | Jonathan Edwards                 | Regno Unito         | 7 luglio 1995                 |       |
| Getto del peso         | 22.43 m                                                   | Reese Hoffa                      | Stati Uniti         | 3 agosto 2007                 |       |
| Lancio del disco       | 68.56 m                                                   | Daniel Ståhl                     | Svezia              | 21 luglio 2019                |       |
| Lancio del giavellotto | 89.06 m (Vecchio giavellotto) 90.81 m (Nuovo giavellotto) | Einar Vilhjálmsson Steve Backley | Islanda Regno Unito | 19 luglio 1985 22 luglio 2001 |       |
| Staffetta 4x100 m      | 37.80                                                     | Stati Uniti d'America            | Stati Uniti         | 26 luglio 2008                |       |

### Donne
| Specialità             | Record                                                    | Atleta                                                         | Nazionalità          | Data                         | Note   |
| ---------------------- | --------------------------------------------------------- | -------------------------------------------------------------- | -------------------- | ---------------------------- | ------ |
| 100 m                  | 10.78 (+1.1 m/s)                                          | Marion Jones                                                   | Stati Uniti          | 5 agosto 2000                |        |
| 200 m                  | 22.24                                                     | Merlene Ottey                                                  | Giamaica             | 12 luglio 1991               |        |
| 400 m                  | 49.05                                                     | Sanya Richards-Ross                                            | Stati Uniti          | 28 luglio 2006               |        |
| 800 m                  | 1'58.22                                                   | Stephanie Graf                                                 | Austria              | 22 luglio 2001               |        |
| 1000 m                 | 2'34.73                                                   | Paula Ivan                                                     | Romania              | 14 luglio 1989               |        |
| 1500 m                 | 4'02.8+                                                   | Mary Slaney                                                    | Stati Uniti          | 2 agosto 1985                |        |
| Miglio                 | 4'14.71                                                   | Sifan Hassan                                                   | Paesi Bassi          | 22 luglio 2018               |        |
| 2000 m                 | 5'28.69                                                   | Maricica Puică                                                 | Stati Uniti          | 11 luglio 1986               |        |
| 3000 m                 | 8'21.64                                                   | Sonia O'Sullivan                                               | Irlanda              | 15 luglio 1994               |        |
| 5000 m                 | 14'20.36                                                  | Hellen Obiri                                                   | Kenya                | 21 luglio 2019               |        |
| 100 m hs               | 12.52 (+0.2 m/s)                                          | Priscilla Lopes-Schliep                                        | Canada               | 13 agosto 2010               | [ 7 ]  |
| 400 m hs               | 52.79                                                     | Kaliese Spencer                                                | Giamaica             | 5 agosto 2011                | [ 8 ]  |
| 3000 m siepi           | 9'22.49                                                   | Milcah Chemos                                                  | Kenya                | 14 agosto 2010               | [ 9 ]  |
| Salto in alto          | 2.05 m                                                    | Kajsa Bergqvist                                                | Svezia               | 28 luglio 2006               |        |
| Salto con l'asta       | 5.00 m                                                    | Yelena Isinbayeva                                              | Russia               | 22 luglio 2005               |        |
| Salto in lungo         | 7.02 m (-0.5 m/s)                                         | Malaika Mihambo                                                | Germania             | 21 luglio 2019               |        |
| Salto triplo           | 15.27 m (+1.2 m/s)                                        | Yamilé Aldama                                                  | Sudan                | 8 agosto 2003                |        |
| Getto del peso         | 20.79 m                                                   | Astrid Kumbernuss                                              | Germania             | 7 luglio 1995                |        |
| Lancio del disco       | 68.04 m                                                   | Ilke Wyludda                                                   | Germania Est         | 20 luglio 1990               |        |
| Lancio del giavellotto | 72.98 m (Vecchio giavellotto) 66.74 m (Nuovo giavellotto) | Fatima Whitbread Christina Obergföll                           | Regno Unito Germania | 10 luglio 1987 5 agosto 2011 | [ 10 ] |
| Staffetta 4x100 m      | 42.39                                                     | Lauryn Williams Allyson Felix Marshevet Hooker Carmelita Jeter | Stati Uniti          | 24 luglio 2009               |        |